# Marie-Joseph Lagrange
Marie-Joseph Lagrange (Bourg-en-Bresse, 7 marzo 1855 – Marsiglia, 10 marzo 1938) è stato un religioso e biblista francese cattolico appartenente all'Ordine domenicano, biblista e fondatore dell’École biblique et archéologique française di Gerusalemme.

## Biografia
Marie Joseph Lagrange nacque a Bourg-en-Bresse il 7 marzo 1855. Nel 1879 entrò nei domenicani e fu ordinato sacerdote nel 1883. Dopo aver insegnato Storia della chiesa a Tolosa tra il 1884 e il 1888, studiò lingue orientali presso l'Università di Vienna e nel 1890 fu trasferito dal padre provinciale a Gerusalemme, dove fondò l'École biblique et archéologique française. A Gerusalemme Lagrange insegnò lingue orientali, Sacra Scrittura e storia dell’oriente antico. Tra i suoi discepoli ebbe molti eminenti biblisti, tra i quali il futuro beato padre Giuseppe Girotti. e l'archeologo Louis-Hugues Vincent. Nel 1892 fondò la Revue biblique, la più antica rivista biblica di lingua francese. Tornato in Francia nel 1935, morì a Saint-Maximin-la-Sainte-Baume in Costa Azzurra il 10 marzo 1938.
Studioso dagli interessi molto estesi, fu autore di varie opere, tra le quali Critique textuelle; II, La critique rationnelle (Parigi, 1936), un influente manuale di teoria e metodo della critica testuale del Nuovo Testamento. Padre Lagrange, come altri studiosi coinvolti nella rinascita degli studi biblici del XIX secolo, fu sospettato di essere un modernista. Il metodo storico-critico era, infatti, considerato sospetto dalla Chiesa nei primi anni del '900. Bisognò aspettare il 1943, con l'enciclica Divino Afflante Spiritu di papa Pio XII, per vedere approvato l'utilizzo del metodo storico-critico, al servizio di una lettura teologica della Bibbia.

## Beatificazione
Il processo di beatificazione del fondatore dell'École biblique fu aperto nel 1988, cinquant'anni dopo la sua morte ed è tuttora in corso.

## Opere
- La méthode historique, surtout à propos de l’A. T. (Études bibliques), Paris, 1903, Lecoffre.
- Évangile selon saint Marc. (Études biblique), Paris, 1911, Lecoffre.
- Le sens du christianisme d'après l'exégèse allemande. (Études bibliques) : Conférences données à l'Institut Catholique de Paris. Paris, 1918, Gabalda.
- Évangile selon saint Luc. (Études bibliques), Paris, 1921, Gabalda.
- Évangile selon saint Matthieu. (Études bibliques), 1923, Gabalda.
- La vie de Jésus d'après Renan, Paris, 1923, Gabalda.
- Évangile selon saint Jean. (Études bibliques), Paris, 1925, Gabalda.
- Synospse des quatre Évangiles en Français d'après la synopse grecque du R. P. C. Lavergne, o. p., Paris, 1926, Gabalda.
- Saint Paul. Épître aux galates, Paris 1926, Lecoffre-Gabalda.
- L’Évangile de Jésus-Christ, Paris, 1928, Lecoffre-Gabalda.
- Le judaïsme avant Jésus-Christ. (Études bibliques), Paris, 1931, Gabalda.
- La morale de l'Évangile. Réflexions sur “Les morales de l’Évangile” de M. A. Bayet. Coll. “Vie chrétienne”, Paris, 1931, Grasset.
- Saint Paul. Épître aux romains, Paris, 1931, Lecoffre-Gabalda.
- Monsieur Loisy et le modernisme. À propos des « Mémoires » d'A. Loisy, Paris, 1932, Éditions du Cerf.
- Introduction à l'étude du Nouveau Testament :
  - L’histoire ancienne du canon du Nouveau Testament (Études bibliques), Paris, 1933, Gabalda.
  - II. Critique textuelle. III. La critique rationelle (en collaboration avec le R. P. Lyonnet, S. J.). (Études bibliques), Paris, 1935, Gabalda.
  - IV. Critique historique. Les mystères : l’orphisme, (Études bibliques), Paris, 1937, Gabalda.
- La Méthode historique. La critique biblique et l’Église, Paris, Éd. du Cerf, 1966.
- Le Père Lagrange au service de la Bible. Souvenirs personnels, Paris, Éd. du Cerf, 1967.
- L’Écriture en Église. Choix de portraits et d’exégèse spirituelle (1890-1937), Paris, Éd. du Cerf, 1990.
- Journal spirituel, Éd. du Cerf, Paris, 2014

Bibliographie développée.